# (50767) 2000 FV2
2000 أف في 2 (ويعرف أيضًا باسم (50767) 2000 أف في 2 وفق تسمية الكوكب الصغير) (بالإنجليزية: 2000 FV2)‏ هو كويكب ضمن حزام الكويكبات؛ وترتيبه 50767 من حيث الاكتشاف.
اكتُشف هذا الجُرم الفلكي بواسطة غاري هغ في 27 مارس 2000.

## وصلات خارجية
- (50767) 2000 FV2 في قاعدة بيانات مختبر الدفع النفاث لأجرام النظام الشمسي الصغيرة

- الاكتشاف · مخطط المدار ·  العناصر المدارية · المعلمات المادية

- (50767) 2000 FV2 على موقع ويكي سكاي: DSS2, SDSS, GALEX, IRAS, Hydrogen α, X-Ray, Astrophoto, Sky Map, Articles and images